# Гольф на літніх Олімпійських іграх 2016 — кваліфікація
Кваліфікація на змагання з гольфу на літніх Олімпійських іграх 2016 у Ріо-де-Жанейро відбувалася не за результатами кваліфікаційного турніру, а згідно з рейтинг-листом Міжнародної федерації гольфу.
Кваліфікація базувалась на світових рейтингах (Офіційний світовий рейтинг з гольфу для чоловіків, Офіційний світовий жіночий рейтинг з гольфу для жінок) станом на 11 липня 2016. Загалом на Олімпійські ігри кваліфікувалося по 60 гравців у чоловічому і жіночому розрядах. Напряму з рейтинг-листів кваліфікувалося по 15 перших місць з не більш як 4-ма представниками кожної статі від однієї країни. Решту місць дісталися найбільш високорейтинговим гравцям від країн, які ще не мали двох спортсменів, що кваліфікувались напряму через рейтинг. Таким шляхом проходило не більш як по два гравці від країни. МФГ гарантувала принаймні по одному спортсмену в чоловічому і жіночому розрядах від країни-господарки і кожного географічного регіону (Африка, Америка, Азія, Європа, Океанія). Міжнародна федерація гольфу публікує щонедільні списки спортсменів, що кваліфікувались згідно з поточним рейтингом для чоловіків та жінок.

## Гравці, що кваліфікувались

### Чоловіки

Кількість гольфістів від кожної країни, які братимуть участь в Олімпіаді 2016:
Чотири
Два
Один
Жодного

| Номер | Гольфіст               | Країна                  | Світовий рейтинг |
| ----- | ---------------------- | ----------------------- | ---------------- |
| 1     | Бабба Вотсон           | США (USA)               | 5                |
| 2     | Генрік Стенсон         | Швеція (SWE)            | 6                |
| 3     | Рікі Фаулер            | США (USA)               | 7                |
| 4     | Денні Віллетт          | Велика Британія (GBR)   | 9                |
| 5     | Джастін Роуз           | Велика Британія (GBR)   | 11               |
| 6     | Серхіо Гарсія          | Іспанія (ESP)           | 12               |
| 7     | Петрік Рід             | США (USA)               | 13               |
| 8     | Метт Кучар             | США (USA)               | 15               |
| 9     | Рафаель Кабрера Бельйо | Іспанія (ESP)           | 28               |
| 10    | Ан Бьон Хун            | Південна Корея (KOR)    | 31               |
| 11    | Тонгчай Джайді         | Таїланд (THA)           | 38               |
| 12    | Денні Лі               | Нова Зеландія (NZL)     | 40               |
| 13    | Еміліано Грільйо       | Аргентина (ARG)         | 44               |
| 14    | Давід Лінгмерт         | Швеція (SWE)            | 48               |
| 15    | Серен К'єлдсен         | Данія (DEN)             | 50               |
| 16    | Бернд Вайсбергер       | Австрія (AUT)           | 51               |
| 17    | Мартін Каймер          | Німеччина (GER)         | 52               |
| 18    | Кірадеч Апхібарнрат    | Таїланд (THA)           | 53               |
| 19    | Анірбан Лахірі         | Індія (IND)             | 62               |
| 20    | Торб'єрн Олесен        | Данія (DEN)             | 64               |
| 21    | Йост Лаутен            | Нідерланди (NED)        | 65               |
| 22    | Томас Пітерс           | Бельгія (BEL)           | 66               |
| 23    | Яко ван Зіл            | ПАР (RSA)               | 67               |
| 24    | Фабіан Гомес           | Аргентина (ARG)         | 73               |
| 25    | Ван Джон Хун           | Південна Корея (KOR)    | 76               |
| 26    | Скотт Генд             | Австралія (AUS)         | 81               |
| 27    | Маркус Фрейзер         | Австралія (AUS)         | 86               |
| 28    | Брендон Стоун          | ПАР (RSA)               | 92               |
| 29    | Юта Ікеда              | Японія (JPN)            | 93               |
| 30    | Сінго Катаяма          | Японія (JPN)            | 107              |
| 31    | Грегорі Бурді          | Франція (FRA)           | 112              |
| 32    | Жульєн Кен             | Франція (FRA)           | 123              |
| 33    | Ніколас Колсертс       | Бельгія (BEL)           | 124              |
| 34    | Рікардо Гувея          | Португалія (POR)        | 125              |
| 35    | Девід Герн             | Канада (CAN)            | 127              |
| 36    | У Асхунь               | Китай (CHN)             | 129              |
| 37    | Мігель Табуена         | Філіппіни (PHI)         | 140              |
| 38    | Лі Хаотун              | Китай (CHN)             | 141              |
| 39    | Алекс Чейка            | Німеччина (GER)         | 143              |
| 40    | Грем Делет             | Канада (CAN)            | 146              |
| 41    | Фабріціо Занотті       | Парагвай (PAR)          | 147              |
| 42    | Патрік Гаррінгтон      | Ірландія (IRL)          | 148              |
| 43    | Раян Фокс              | Нова Зеландія (NZL)     | 184              |
| 44    | Шив Чаурасія           | Індія (IND)             | 207              |
| 45    | Денні Чіа              | Малайзія (MAS)          | 230              |
| 46    | Мікко Ілонен           | Фінляндія (FIN)         | 235              |
| 47    | Джонатан Вегас         | Венесуела (VEN)         | 240              |
| 48    | Феліпе Агілар          | Чилі (CHI)              | 248              |
| 49    | Пан Ченцун             | Китайський Тайбей (TPE) | 256              |
| 50    | Аділсон да Сілва       | Бразилія (BRA)          | 271              |
| 51    | Шеймус Пауер           | Ірландія (IRL)          | 290              |
| 52    | Еспен Кофстад          | Норвегія (NOR)          | 291              |
| 53    | Рооп Какко             | Фінляндія (FIN)         | 293              |
| 54    | Ніно Бертасіо          | Італія (ITA)            | 299              |
| 55    | Сіддікур Рахман        | Бангладеш (BAN)         | 308              |
| 56    | Лінь Веньтан           | Китайський Тайбей (TPE) | 315              |
| 57    | Гевін Грін             | Малайзія (MAS)          | 321              |
| 58    | Маттео Манассеро       | Італія (ITA)            | 342              |
| 59    | Родольфо Касаубон      | Мексика (MEX)           | 344              |
| 60    | Жозе-Філіпе Ліма       | Португалія (POR)        | 392              |

Деякі гольфісти відмовились від можливої кваліфікації: 
- Джейсон Дей, Марк Лішман,[8] Мет Джонс та Адам Скотт з Австралії[9]
- Каміло Вільєгас з Колумбії[10]
- Віджей Сінгх з Фіджі[11][12]
- Віктор Дюбуссон з Франції[13]
- Шейн Лоурі, Грем Макдауелл та Рорі Макілрой з Ірландії[14]
- Франческо Молінарі з Італії[15]
- Хідекі Мацуяма[16] та Таніхара Хідето з Японії
- Тім Вілкінсон з Нової Зеландії[17]
- Ангело К'ю з Філіппін[18]
- Бренден Грейс, Луї Устгейзен,[19] and Карл Шворцел з Південної Африки[20]
- Кім Кюн Те з Південної Кореї[13]
- Мігель Анхель Хіменес із Іспанії[11]
- Дастін Джонсон[21] та Джордан Спіт[22] з США
- Брендон де Йонг  із Зімбабве[23]

Хоча епідемія вірусу зіка, що може спричинити серйозні вроджені дефекти, живе довше в сімені, ніж у крові, й може заразити партнера гольфіста упродовж 6 місяців і навіть довше, висловлювалася думка, що головною причиною відмови провідних гольфістів-чоловіків, на відміну від жінок, в тому, що для жіночого гольфу набагато важливіша популяризація.

### Жінки

Кількість гольфісток, які візьмуть участь в Олімпіаді 2016:
Чотири
Три
Дві
Одна
Жодної

| Номер | Гольфістка             | Країна                  | Світовий рейтинг |
| ----- | ---------------------- | ----------------------- | ---------------- |
| 1     | Лідія Ко               | Нова Зеландія (NZL)     | 1                |
| 2     | Брук Гендерсон         | Канада (CAN)            | 2                |
| 3     | Пак Ін Бі              | Південна Корея (KOR)    | 3                |
| 4     | Лексі Томпсон          | США (USA)               | 4                |
| 5     | Кім Сей Йон            | Південна Корея (KOR)    | 5                |
| 6     | Емі Ян                 | Південна Корея (KOR)    | 6                |
| 7     | Арія Джутанугарн       | Таїланд (THA)           | 7                |
| 8     | Чон Ін Чі              | Південна Корея (KOR)    | 8                |
| 9     | Стейсі Льюїс           | США (USA)               | 9                |
| 10    | Анна Нордквіст         | Швеція (SWE)            | 11               |
| 11    | Фен Шаньшань           | Китай (CHN)             | 13               |
| 12    | Мінджі Лі              | Австралія (AUS)         | 14               |
| 13    | Джеріна Піллер         | США (USA)               | 15               |
| 14    | Сюзанн Петтерсен       | Норвегія (NOR)          | 18               |
| 15    | Хару Номура            | Японія (JPN)            | 22               |
| 16    | Чарлі Галл             | Велика Британія (GBR)   | 27               |
| 17    | Тереза Лу              | Китайський Тайбей (TPE) | 28               |
| 18    | Кенді Кун              | Китайський Тайбей (TPE) | 32               |
| 19    | Порнанонг Пхатлум      | Таїланд (THA)           | 34               |
| 20    | Карлота Сіганда        | Іспанія (ESP)           | 36               |
| 21    | О Су Хьон              | Австралія (AUS)         | 41               |
| 22    | Сіно Ояма              | Японія (JPN)            | 43               |
| 23    | Асахара Муньйос        | Іспанія (ESP)           | 48               |
| 24    | Сі Юйлінь              | Китай (CHN)             | 50               |
| 25    | Сандра Галь            | Німеччина (GER)         | 55               |
| 26    | Карін Ішер             | Франція (FRA)           | 60               |
| 27    | Картіона Меттью        | Велика Британія (GBR)   | 63               |
| 28    | Каролін Массон         | Німеччина (GER)         | 77               |
| 29    | Ніколь Брох Ларсен     | Данія (DEN)             | 88               |
| 30    | Пернілла Ліндберг      | Швеція (SWE)            | 90               |
| 31    | Алена Шарп             | Канада (CAN)            | 91               |
| 32    | Габі Лопес             | Мексика (MEX)           | 98               |
| 33    | Мар'яхо Урібе          | Колумбія (COL)          | 103              |
| 34    | Нанна Мадсен           | Данія (DEN)             | 109              |
| 35    | Паула Рето             | ПАР (RSA)               | 122              |
| 36    | Гвладіс Носера         | Франція (FRA)           | 134              |
| 37    | Хулієта Гранада        | Парагвай (PAR)          | 135              |
| 38    | Келлі Тан              | Малайзія (MAS)          | 153              |
| 39    | Маріанне Скарпнорд     | Норвегія (NOR)          | 155              |
| 40    | Ешлі Саймон            | ПАР (RSA)               | 214              |
| 41    | Летиція Бек            | Ізраїль (ISR)           | 223              |
| 42    | Джулія Молінаро        | Італія (ITA)            | 251              |
| 43    | Урсула Вікстрем        | Фінляндія (FIN)         | 256              |
| 44    | Ноора Таммінен         | Фінляндія (FIN)         | 274              |
| 45    | Клара Шпілкова         | Чехія (CZE)             | 279              |
| 46    | Крістіне Вольф         | Австрія (AUT)           | 317              |
| 47    | Джулія Сергас          | Італія (ITA)            | 326              |
| 48    | Марія Верченова        | Росія (RUS)             | 338              |
| 49    | Леона Магваєр (a)      | Ірландія (IRL)          | 353              |
| 50    | Альбане Валенсуела (a) | Швейцарія (SUI)         | 378              |
| 51    | Алехандра Льянеса      | Мексика (MEX)           | 385              |
| 52    | Хлое Льоркін           | Бельгія (BEL)           | 402              |
| 53    | Фаб'єнн Ін-Альбон      | Швейцарія (SUI)         | 408              |
| 54    | Тіффані Чан (a)        | Гонконг (HKG)           | 434              |
| 55    | Мішель Кох             | Малайзія (MAS)          | 443              |
| 56    | Адіті Ашок             | Індія (IND)             | 444              |
| 57    | Міріам Нагль           | Бразилія (BRA)          | 445              |
| 58    | Вікторія Ловеладі      | Бразилія (BRA)          | 458              |
| 59    | Стефані Медоу          | Ірландія (IRL)          | 492              |
| 60    | Маха Гаддіуї           | Марокко (MAR)           | 560              |

(a) = аматор
Жінки, що відмовилися від можливості відбору: 
- Дотті Ардіна з Філіппін[25]
- Лі-Енн Пейс із Південної Африки[24][26]

Жінки, яких зняв з можливої кваліфікації відповідний НОК:
- Крістель Бельйон (35 рейтинг) та Анне ван Дам (51) та перша запасна Деві Схрефель з Нідерландів[27]
- Катрін Брістоу (58 рейтинг) з Нової Зеландії[28]